# Richard Gambier-Parry
Sir Richard Gambier-Parry, britanski general, * 1894, † 1965.